# Жабичи (Логойский район)
Жабичи (бел. Жа́бічы) — деревня в Логойском районе Минской области Беларуси. В составе Янушковичского сельсовета.

## География
Пролегает дорога Н-8847.
Ближайшие населённые пункты Дашки, Дениски, Малые Бесяды, Подворяне, Трусовичи и др.

## История
В 1806—1905 гг. в деревне действовала Жабицкая стеклянная мануфактура, которая выпускала бутылки, аптекарскую посуду, стекло оконное полубелое и ламповое.
С 1904 года в Хотенчицской волости Вилейского уезда Виленской губернии.
До 14 апреля 1959 года деревня входила в состав Калачевского сельсовета.

## Население

### Численность
- 2019 год — 7 жителей

### Динамика
- 1999 год — 25 жителей (перепись населения)
- 2009 год — 25 жителей (перепись населения)[2]
- 2019 год — 7 жителей (перепись населения)

## Улицы
- Луговая
- Метростроевская
- Полевая
- Солнечная